# 10 milles per veure una bona armadura
10 milles per veure una bona armadura és el segon disc del grup català Manel. El disc va sortir al mercat el 15 de març del 2011. Durant les setmanes prèvies es van avançar dues cançons del disc, Aniversari i Boomerang, així com el videoclip de la primera.
En aquest àlbum destaca l'absència de l'ukelele, molt present en Els millors professors europeus, i l'aparició de més guitarra. El títol del disc és una al·lusió a una frase que pronunciava Kenneth Branagh a la pel·lícula Molt soroll per no res.
El disc va tenir un notable èxit de vendes, i va esdevenir l'àlbum més venut a Espanya una setmana després del seu llançament amb 10.000 còpies venudes. Això no havia estat aconseguida per cap autor català des del 1996 (Manuel Serrat amb D'un temps d'un país) i mai per cap grup català de pop. Només cantautors com Joan Manuel Serrat o Lluís Llach havien arribat a estar en aquest primer lloc. El 19 de maig del 2011 va esdevenir disc d'or després que se'n venguessin 30.000 còpies en vuit setmanes.

## Llista de cançons
| Núm.          | Títol                                     | Durada |
| ------------- | ----------------------------------------- | ------ |
| 1.            | «Benvolgut»                               | 4:15   |
| 2.            | «La cançó del soldadet»                   | 3:57   |
| 3.            | «El gran salt»                            | 3:21   |
| 4.            | «Boomerang»                               | 5:07   |
| 5.            | «La bola de cristall»                     | 4:11   |
| 6.            | «Aniversari»                              | 4:29   |
| 7.            | «Flor groga»                              | 3:57   |
| 8.            | «Criticarem les noves modes de pentinats» | 6:06   |
| 9.            | «El Miquel i l'Olga tornen»               | 3:39   |
| 10.           | «Deixa-la, Toni, deixa-la»                | 6:22   |
| Durada total: | Durada total:                             | 45:24  |